# Eustachia
Eustachia – imię pochodzenia greckiego, żeński odpowiednik imion Eustachy i Eustachiusz. 
Eustachia obchodzi imieniny 4 lutego, 20 lutego, 29 marca, 16 lipca, 8 września, 20 września, 3 października, 12 października, 10 grudnia.
Znane osoby noszące imię Eustachia:
- Eustachia Julia (368–419) – rzymska ascetka, córka Pauli Rzymianki, święta
- Eustachia (ur. 1102) – córka Filipa I, króla Francji i Bertrady z Montfort
- Eustachia Calafato (1434–1491) – włoska klaryska, święta
- Eustachia z Padwy (1444–1469) – włoska benedyktynka, błogosławiona